# Mrežničko Dvorište
Mrežničko Dvorište – wieś w Chorwacji, w żupanii karlowackiej, w mieście Duga Resa. W 2011 roku liczyła 67 mieszkańców.